# Ura
Urā (hethitisch: URUu-ra-a;  ugaritisch: URUú-ra-a) war eine bedeutende hethitische Hafenstadt am Mittelmeer im Rauhen Kilikien, und wird beim Delta des Flusses Göksu (der antike Kalykadnos) vermutet, wobei die Küste in der Bronzezeit weiter landeinwärts verlief. Der Hafen hatte regen Handel mit der Stadt Ugarit und Händler aus Ura werden öfters in ugaritischen Texten erwähnt. Importiert wurde unter anderem Getreide aus Ugarit. Ein aus Ura stammendes Produkt war blaue Wolle.

## Lage
Die genaue Lage ist unbekannt und Ura wird im Bereich zwischen Aydıncık (antik: Kelenderis) und Lamos Kalesi (antik: Lamos) gesucht. Bevorzugt wird eine Lokalisierung an der Mündung des Göksu (Kalykadnos), genauer beim heutigen Silifke (Seleukeia), aber auch bei Ayas (Elaiussa Sebaste) oder gar bei Olba, welches jedoch im Landesinnern liegt.

## Geschichte

### Bronzezeit
Erstmals erwähnt wird Ura in einem Vertrag unter König Arnuwanda I. mit den Leuten von Ura und anderen Orten. In dieselbe Zeit gehört ein hethitisches Textfragment, wonach Ura gegen Ḫatti rebellierte, sich dann aber wieder den Hethitern anschloss.
Die Stadt Ura wird vor allem in Texten aus Ugarit genannt. Nachdem der ugaritische König Niqmepa sich beim hethitischen König Ḫattusili II. beschwert hatte, dass die Händler von Ura schwere Probleme bereiteten, bestimmte dieser, dass die Händler von Ura im Sommer in Ugarit handeln dürfen, den Winter aber in ihrer Heimat verbringen müssen. Auch dürfen sie keine Häuser und Felder in Ugarit erwerben. Ein anderer Text aus Ugarit behandelt einen Diebstahl. Demnach wurden aus dem Ölhain des ’Iliyanu die Ausrüstungen dreier Händler aus Ura namens Piḫazidi, Alalimi und Sauskuruwa gestohlen. Das Diebesgut wurde unbeschädigt und vollständig den Händlern zurückgegeben. In zwei weiteren Verträgen werden unter den Zeugen auch Männer und Händler aus Ura genannt, die teilweise ausdrücklich als „Händler der Majestät“, d. h. des hethitischen Königs, bezeichnet werden. Die Namen der Händler sind oft luwisch, manchmal hurritisch oder können keiner Sprache sicher zugeordnet werden.
Ein weiterer Vertrag aus Ugarit betrifft die Städte Ura und Kudupa (ku-tù-pa), welches in hethitischen Urkunden nicht genannt wird.  Da in der Umgebung des heutigen Kızkalesi, des antiken Korykos, antike Inschriften gefunden wurden, die Zeus Kodopaios nennen, wird angenommen, dass Kudupa an diesem Ort lag und somit etwa 20 bis 25 Kilometer nördlich von Ura lag.
Ob die für die Hethiter wichtige Hafenstadt  Ura zum Vasallenland Tarḫundassa kam oder hethitisch blieb, wird in der Wissenschaft kontrovers diskutiert. Während der Hungersnot in den letzten Jahren des hethitischen Großreiches wurde Getreide aus Ugarit nach Ura gebracht.

### Antike
Über das Geschicke von Ura in der frühen Eisenzeit ist nichts bekannt. Im Jahre 557 griff der babylonische König Neriglissar (559-556) das Land Pirindu an, das im Rauhen Kilikien lag. Er besiegte dort den König Appuašu und plünderte die beiden Königsstädte Ura (URUú-ra-’) und Kiršu (URUki-ir-ši, heute Meydancıkkale). Neriglissar drang mit einem Landheer und einer Flotte bis nach Sallunê (Selinus) vor, das an der Grenze zum damaligen Lydischen Reich lag.
In der zweiten Hälfte des 5. Jahrhunderts v. Chr. begann Ura, eigene Münzen zu prägen mit der aramäischen Legende ’rh (= ’Urā). Einige von diesen zeigen eine mit zwei Türmen befestigte Stadtmauer. Die häufigsten Sujets der Münzen waren die Bezoarziege und die Eule. Um 400 brach die Münzprägung ab. Vermutlich wurde damals die Stadt  erobert.
Das letzte mögliche Zeugnis stammt vom spätantiken Lexikographen Stephan von Byzanz, der schrieb, dass die Stadt Seleukeia am Kalykadnos einstmals Hyria (᾽Υρία) hieß, was möglicherweise der alte Name der Stadt war und von Ura abgeleitet sein könnte.

## Ura (Azzi)
Eine zweite hethitische Stadt namens Ura (URUu-ra) war eine Grenzstadt des Landes Azzi in Nordostanatolien und Schauplatz kriegerischer Handlungen. Sie kann nicht lokalisiert werden.